# Suzuki-gun
Suzuki-gun fue un stable heel de lucha libre profesional que compite en la New Japan Pro-Wrestling. El grupo se formó originalmente por el Campeón Peso Pesado de la IWGP, Satoshi Kojima pero los miembros del stable recurrieron a Kojima y nombraron a Minoru Suzuki como su nuevo líder en mayo de 2011. Desde entonces, Suzuki-gun añadió varios miembros nuevos, entre los que destacan Davey Boy Smith Jr. y Lance Archer, conocidos colectivamente como Killer Elite Squad (K.E.S.), que son tres veces Campeones en Parejas de la IWGP y dos veces Campeones Mundiales en Parejas de la NWA. Otros logros alcanzados por el stable incluyen a Suzuki y Archer ganando la G1 Tag League 2011 y los miembros fundadores Taichi y Taka Michinoku convirtiéndose en una vez Campeones en Parejas Peso Pesado Junior de la IWGP. Como líder de Suzuki-gun, Suzuki se convirtió en uno de los mejores luchadores de NJPW y ha desafiado el Campeón Peso Pesado de la IWGP en múltiples ocasiones.
En enero de 2015, Suzuki-gun, a través de una asociación entre NJPW y Pro Wrestling Noah, participó en una rivalidad, donde el stable invadió a Noah, convirtiéndose en su promoción principal. Al cabo de dos meses, Suzuki-gun había capturado a los cuatro campeonatos de Noah con Suzuki convertirse en el campeón Peso Pesado de la GHC.

## Historia

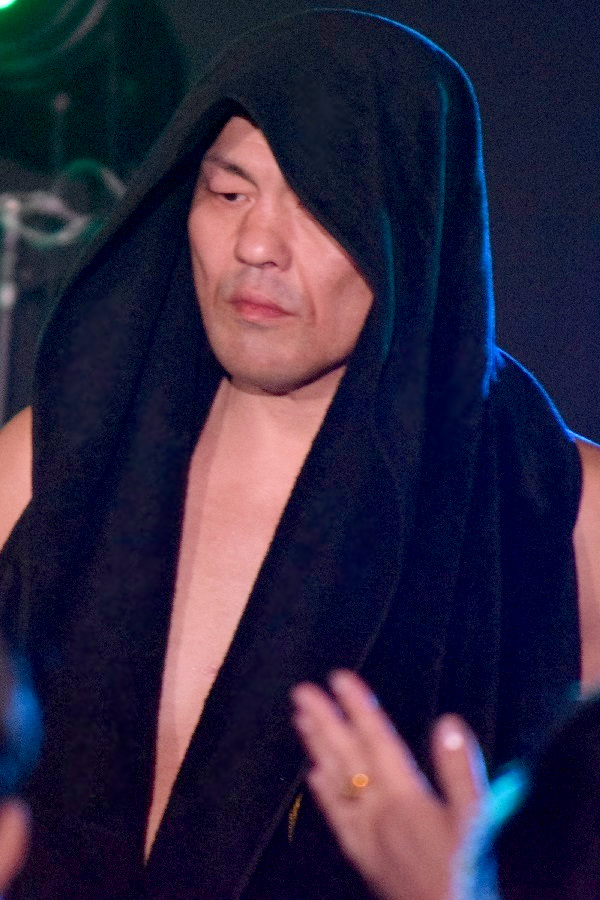
Minoru Suzuki, el líder de Suzuki-gun

### Formación como Kojima-gun (2010-2011)
El 12 de diciembre de 2010, Taichi regresó a New Japan Pro-Wrestling (NJPW) de su última excursión a la promoción mexicana Consejo Mundial de Lucha Libre (CMLL), acompañando al Campeón Peso Pesado de la IWGP, Satoshi Kojima, donde defendió con éxito su título contra Shinsuke Nakamura. Kojima continuó haciendo equipo con Taichi durante los eventos de la siguiente semana, y el 23 de diciembre, los dos también se unieron independiente Nosawa Rongai y Kaientai Dojo de Taka Michinoku. El 28 de enero de 2011, Kojima nombró oficialmente al grupo "Kojima-gun". El 20 de febrero en The New Beginning, el debutante MVP se convirtió en el quinto miembro de Kojima-gun, en la historia traída al grupo por Nosawa utilizando sus conexiones con Estados Unidos. Sin embargo, antes del debut de MVP, Nosawa tomó un descanso de la lucha libre profesional, después de ser arrestado bajo sospecha de robar un taxi.

### Como Suzuki-gun (2011-2022)

#### 2011-2013
Después de perder el Campeonato Peso Pesado de la IWGP contra Hiroshi Tanahashi en Wrestle Kingdom V, Kojima sufrió otra gran derrota contra su rival de larga Togi Makabe el 3 de mayo en Wrestling Dontaku. Luego del combate, Michinoku y Taichi ingresaron al ring y atacaron a Kojima, quien, sin embargo, rápidamente se hizo cargo de los dos. Esto condujo al sorpresivo regreso del jugador independiente Minoru Suzuki , quien apareció detrás de Kojima y lo encerró en una agarradera , antes de abandonar la zona de ringside junto con Michinoku y Taichi, quienes proclamaron a Suzuki como su nuevo líder y rebautizaron el stable como "Suzuki-gun".
El 15 de mayo, durante la Invasion Tour 2011, la primera gira de NJPW por los Estados Unidos, Lance Archer hizo su debut para la promoción, atacando a Kojima después de un combate, antes de ser expulsado por el exjugador de la Kojima-gun MVP. Al día siguiente, Archer oficialmente fue nombrado como miembro de Suzuki-gun. Durante los meses siguientes, Suzuki continuó su rivalidad con Kojima, mientras que Archer se enfrentó a Togi Makabe y Michinoku y Taichi se convirtió en un equipo de etiqueta en la división en parejas peso pesado junior de NJPW. La disputa de Suzuki con Kojima culminó el 18 de julio en un combate de resentimiento, donde Suzuki salió victorioso, después de lo cual hizo la transición a una pelea con Togi Makabe.
Desde finales de octubre hasta principios de noviembre, Suzuki y Archer representaron a Suzuki-gun en la G1 Tag League 2011, donde terminaron segundos en su bloque de round-robin con cuatro victorias y una derrota, avanzando a las semifinales. El 6 de noviembre, Suzuki y Archer derrotaron por primera vez a los representantes de Chaos Shinsuke Nakamura y Toru Yano en las semifinales y luego a los Campeones en Parejas de la IWGP, Bad Intentions (Giant Bernard y Karl Anderson), en la final para ganar la G1 Tag League 2011. Como resultado, a Suzuki y Archer se les concedió una lucha por el Campeonato en Parejas de la IWGP, pero fueron derrotados por Bad Intentions en una revancha el 12 de noviembre en Power Struggle. Durante el mismo evento, el miembro de Suzuki-gun Taka Michinoku fracasó en su intento de obtener el Campeonato Peso Pesado Junior de la IWGP ante Prince Devitt. Ese día también fue el comienzo de una relación entre Suzuki-gun y el amigo cercano de Suzuki, el representante de Pro Wrestling Noah Yoshihiro Takayama, quien comenzó a hacer apariciones semi-regulares de NJPW como miembro del stable.
El 4 de enero de 2012, en Wrestle Kingdom VI, Suzuki recibió su primera oportunidad el Campeonato Peso Pesado de la IWGP en siete años, pero fue derrotado por Hiroshi Tanahashi en el evento principal de la noche. Durante la persecución de Suzuki por el Campeonato Peso Pesado de la IWGP, Takayama momentáneamente se hizo cargo de su pelea con Togi Makabe, pero su rivalidad también terminó en Wrestle Kingdom VI en una lucha, donde Makabe salió victorioso.

## Miembros
Como Suzuki-gun

### Miembros finales
| Miembro               | Tiempo                                                                                       |
| --------------------- | -------------------------------------------------------------------------------------------- |
| Minoru Suzuki (líder) | 3 de mayo de 2011 – 23 de diciembre de 2022                                                  |
| El Desperado          | 4 de julio de 2014 – 23 de diciembre de 2022                                                 |
| Taichi                | 3 de mayo de 2011 – 23 de diciembre de 2022                                                  |
| Taka Michinoku        | 3 de mayo de 2011 – 23 de diciembre de 2022                                                  |
| Lance Archer          | 15 de mayo de 2011 – 26 de febrero de 2020 8 de septiembre de 2021 – 23 de diciembre de 2022 |
| Yoshinobu Kanemaru    | 31 de enero de 2016 – 23 de diciembre de 2022                                                |
| Zack Sabre Jr.        | 6 de marzo de 2017 - 23 de diciembre de 2022                                                 |
| Douki                 | 10 de mayo de 2019 – 23 de diciembre de 2022                                                 |

### Miembros antiguos
| Miembro             | Tiempo                                           |
| ------------------- | ------------------------------------------------ |
| Black Tiger         | 15 de abril de 2012 – 25 de mayo de 2012         |
| Davey Boy Smith Jr. | 7 de septiembre de 2012 – 16 de junio de 2019    |
| Hiro Tonai          | 2 de febrero de 2013 – 12 de febrero de 2013     |
| Kengo Mashimo       | 7 de septiembre de 2012 – 3 de marzo de 2013     |
| Masayuki Kono       | 19 de febrero de 2012 - 19 de febrero de 2012    |
| Shelton Benjamin    | 20 de abril de 2013 – 26 de julio de 2016        |
| Takashi Iizuka      | 25 de mayo de 2014 – 21 de febrero de 2019       |
| Takashi Sugiura     | 23 de diciembre de 2015 – 2 de diciembre de 2016 |
| Yoshihiro Takayama  | 10 de octubre de 2011 – 5 de abril de 2013       |

Como Kojima-gun
| Miembro                | Tiempo                                      |
| ---------------------- | ------------------------------------------- |
| Satoshi Kojima (líder) | 28 de enero de 2011 – 3 de mayo de 2011     |
| MVP                    | 20 de febrero de 2011 – 3 de mayo de 2011   |
| NOSAWA Rongai          | 28 de enero de 2011 – 20 de febrero de 2011 |
| Taichi                 | 28 de enero de 2011 – 3 de mayo de 2011     |
| Taka Michinoku         | 28 de enero de 2011 – 3 de mayo de 2011     |

### Subgrupos
| Subgrupo                          | Miembros                        | Tiempo    | Tipo     | Compañías |
| --------------------------------- | ------------------------------- | --------- | -------- | --------- |
| Dangerous Tekkers                 | Taichi Zack Sabre Jr.           | 2018-2022 | Tag Team | NJPW      |
| El Desperado & Yoshinobu Kanemaru | El Desperado Yoshinobu Kanemaru | 2016-2022 | Tag Team | NJPW      |

## Campeonatos y logros
- Evolve
  - Evolve Championship (1 vez) – Sabre (1)

- National Wrestling Alliance
  - NWA World Tag Team Championship (2 veces) – Archer & Smith (2)

- New Japan Pro-Wrestling
  - IWGP Heavyweight Championship (1 vez) – Kojima
  - IWGP Intercontinental Championship (1 vez) – Suzuki
  - IWGP United States Heavyweight Championship (1 vez) – Archer
  - IWGP Tag Team Championship (6 veces) – Archer & Smith (3) y Taichi & Sabre (3)
  - NEVER Openweight Championship (4 veces) – Suzuki (2) y Taichi (2)
  - IWGP Junior Heavyweight Championship (2 veces) – El Desperado (2)
  - IWGP Junior Heavyweight Tag Team Championship (6 veces) – Taichi & Michinoku (1), Kanemaru & Taichi (1), y El Desperado & Kanemaru (4)
  - G1 Tag League (2011) – Archer & Suzuki
  - New Japan Cup (2018 y 2022) – Sabre
  - IWGP Junior Heavyweight Tag Team Championship Tournament (2020) – El Desperado & Kanemaru
  - Super Jr. Tag League (2021) – El Desperado & Kanemaru

- Pro Wrestling Guerrilla
  - PWG World Championship (1 vez) – Sabre

- Pro Wrestling Noah
  - GHC Heavyweight Championship (3 veces) – Suzuki (1) y Sugiura (2)
  - GHC Tag Team Championship (2 veces) – Archer & Smith (2)
  - GHC Junior Heavyweight Championship (2 veces) – Taichi (1) y Kanemaru (1)
  - GHC Junior Heavyweight Tag Team Championship (1 vez) – Desperado & Michinoku

- Revolution Pro Wrestling
  - RPW British Heavyweight Championship (3 veces) – Sabre
  - RPW Undisputed British Tag Team Championship (1 vez) – Sabre & Suzuki
- Ring of Honor
  - ROH World Television Championship (1 vez, actual) – Suzuki

- Wrestling Observer Newsletter
  - Lucha del año - (2012) vs. Hiroshi Tanahashi el 8 de octubre
  - Lucha del año - (2014) vs. AJ Styles el 1 de agosto

### Luchas de Apuestas
| Ganador                  | Perdedor                               | Lugar        | Evento             | Fecha              | Notas |
| ------------------------ | -------------------------------------- | ------------ | ------------------ | ------------------ | ----- |
| Hirooki Goto (cabellera) | Minoru Suzuki (cabellera y campeonato) | Tokio, Japón | Wrestle Kingdom 12 | 4 de enero de 2018 |       |